# The Zealot Gene
The Zealot Gene ist das 22. Studioalbum der britischen Rockband Jethro Tull. Es wurde am 28. Januar 2022 von Inside Out Music veröffentlicht. Nach fast fünf Jahren in Produktion, ist es ihr erstes Studioalbum seit The Jethro Tull Christmas Album (2003) und ihr erstes Originalmaterial seit J-Tull Dot Com (1999). Dies markiert die längste Lücke zwischen den Studioalben der Band.

## Hintergrund
Die Entstehung des Albums begann im Januar 2017, als Sänger und Flötist Ian Anderson anfing, neue Songs zu schreiben. Schon früh entschied er, dass es ein Jethro Tull-Album werden sollte, weil die Besetzung der Gruppe zu dieser Zeit die langlebigste in der Geschichte der Band war. Es war eine produktive Zeit, und im März dieses Jahres wurden sieben Tracks aufgenommen. Die weitere Arbeit an dem Album wurde zurückgestellt, damit Anderson und die Band ihre Tourverpflichtungen in den Jahren 2018 und 2019 nachkommen konnten. Nach dem Ausbruch der COVID-19-Pandemie und den anschließenden Lockdowns gab Anderson Anfang 2021 „die Hoffnung auf“ und beschloss, seinen Anteil für die verbleibenden fünf Songs allein in seinem eigenen Studio aufzunehmen. Diese letzten fünf Songs sind akustisch und ohne Schlagzeug, weil Hammond nicht in der Lage war, zu Hause aufzunehmen. Die Band nahm ihre einzelnen Parts auf ähnliche Weise auf und überließ es Anderson, die verschiedenen Tracks zu einem vollständigen Song zusammenzusetzen. Bis Juli 2021 war das Album fertig.
The Zealot Gene ist das erste Studioalbum von Jethro Tull mit einer neuen Besetzung (außer Anderson), mit Gitarrist Florian Opahle (der die Band zwischen Aufnahme und Veröffentlichung verließ), Bassist David Goodier, Keyboarder John O’Hara und Schlagzeuger Scott Hammond. Vier Fünftel der Besetzung des Jethro Tull Christmas Albums – Martin Barre, Jonathan Noyce, Andrew Giddings und Doane Perry waren ausgetauscht worden. Die neue Besetzung ist die gleiche wie auf Andersons jüngstem Soloalbum Homo Erraticus (2014). Das Album ist das erste seit This Was (1968), an dem Barre in keiner Weise beteiligt war. Er war nicht gebeten worden zurückzukehren, als Anderson Jethro Tull reformierte.

## Musik
The Zealot Gene ist kein Konzeptalbum, aber biblische Bezüge werden durchgängig hergestellt. Anderson setzt jedem Lied eine Passage aus der Bibel voran. Mrs. Tibbets bezieht sich auf die Mutter von Paul Tibbets, dem Piloten der 1945 die Atombombe auf Hiroshima abwarf. Anderson stellte klar, dass Mine Is the Mountain nicht seine eigene Sichtweise widerspiegelt. Er sagt Der Song sieht Gott als Opfer der Verzweiflung des Menschen, dieses Aushängeschild zu erschaffen, und zwar in menschlicher Form, denn nur so können wir es verstehen.

## Titelliste
Musik und Liedtexte von Ian Anderson.
| Nr. | Titel                         | Länge |
| --- | ----------------------------- | ----- |
| 1   | Mrs. Tibbets                  | 5:53  |
| 2   | Jacob's Tales                 | 2:12  |
| 3   | Mine Is the Mountain          | 5:40  |
| 4   | The Zealot Gene               | 3:54  |
| 5   | Shoshana Sleeping             | 3:40  |
| 6   | Sad City Sisters              | 3:41  |
| 7   | Barren Beth, Wild Desert John | 3:38  |
| 8   | The Betrayal of Joshua Kynde  | 4:05  |
| 9   | Where Did Saturday Go?        | 3:52  |
| 10  | Three Loves, Three            | 3:29  |
| 11  | In Brief Visitation           | 3:01  |
| 12  | The Fisherman of Ephesus      | 3:40  |

## Mitwirkende
Produktion
- Ian Anderson – Produzent, stereo mixing, Fotografie, gestalterisches Konzept
- Michael Nyandoro – Toningenieur
- Nick Watson – Mastering
- Jakko Jakszyk – 5.1 surround sound mixing
- James Anderson – Fotografie
- Thomas Ewerhard – gestalterisches Design
- Tim Bowness – Rückseitentext
- Mastering von Fluid Mastering

## Rezeption

### Rezensionen
Bei Metacritic, das den Kritiken der Mainstream-Kritiker eine normalisierte Bewertung von 100 Punkten zuweist, erhielt The Zealot Gene eine durchschnittliche Punktzahl von 67 auf der Grundlage von 4 Kritiken, was „allgemein positive Kritiken“ bedeutet.
Lee Zimmerman von American Songwriter beschrieb The Zealot Gene als ein „Konzeptalbum in der klassischen Manier von Thick As a Brick“ mit der „idyllischen Bildsprache von Songs from the Wood und Heavy Horses“. Zimmerman meinte, dass das Album eine „bemerkenswerte Anstrengung und eine gut ausgeführte Rückkehr“ für die Band sei. Mojo-Autor John Bungey verglich das Album mit Ian Andersons Soloalbum Homo Erraticus aus dem Jahr 2014 und lobte, dass „hier 12 weniger erratische Songs zu verschiedenen Themen“ zu finden seien. Allerdings wies Bungey auch darauf hin, dass „die rockigeren Stücke lautere Gitarren brauchen und es sind die folkigeren Momente mit Mandoline, irischer Whistle und Akkordeon, die am hellsten leuchten“. Hugh Fielder von Classic Rock beschrieb das Album als „leicht, hell, straff und erkennbar Tull, mit viel Raum für [Andersons] Flöte zum Fliegen“. Fielder stellte jedoch auch fest, dass er Martin Barres „schwere Rockdynamik“ vermisste und erwähnte „Andersons zunehmend brüchige Stimme“.

### Chartplatzierungen
Das Album wurde Jethro Tulls erstes britisches Top-10-Album seit Thick as a Brick und der Kompilation Living in the Past, beide aus dem Jahr 1972.
| ChartsChartplatzierungen     | Höchstplatzierung | Wochen |
| ---------------------------- | ----------------- | ------ |
| Deutschland (GfK)            | 4 (7 Wo.)         | 7      |
| Österreich (Ö3)              | 5 (5 Wo.)         | 5      |
| Schweiz (IFPI)               | 3 (5 Wo.)         | 5      |
| Vereinigtes Königreich (OCC) | 9 (1 Wo.)         | 1      |